# Аэропорт (Оймяконский улус)
Аэропорт (якут. Авиапорт) — село в Оймяконском улусе Республики Саха (Якутия) России. Входит в состав Борогонского 2-го наслега.

## География
Село находится в восточной части Якутии, возле сёл Томтор и Куйдусун.
Климат
Климат характеризуется как резко континентальный, с продолжительной и чрезвычайно холодной зимой. Средняя температура воздуха самого тёплого месяца (июля) составляет 8 — 19 °C; самого холодного (января) — −41 — −51 °C. Среднегодовое количество атмосферных осадков составляет 150—200 мм.

## История
Согласно Закону Республики Саха (Якутия) от 30 ноября 2004 года N 173-З N 353-III село вошло в образованное муниципальное образование Борогонский 2-й наслег.

## Население
| 1989 | 2002 | 2010 | 2021 |
| ---- | ---- | ---- | ---- |
| 200  | ↘61  | ↘55  | ↘41  |

Национальный состав
Согласно результатам переписи 2002 года, в национальной структуре населения русские составляли 75 % из 61 чел..

## Инфраструктура
Аэропорт.

## Транспорт
Воздушный и автомобильный транспорт.